# NGC 1341
NGC 1341 é uma galáxia {{{typ}}} localizada na direcção da constelação de Fornax. Possui uma declinação de -37° 08' 58" e uma ascensão recta de 3 horas, 27 minutos e 58,3 segundos.
A galáxia NGC 1341 foi descoberta em 29 de Novembro de 1837 por John Herschel.